# Muldraugh (Kentucky)
Muldraugh es una ciudad ubicada en el condado de Meade en el estado estadounidense de Kentucky. En el Censo de 2010 tenía una población de 947 habitantes y una densidad poblacional de 656,44 personas por km².

## Geografía
Muldraugh se encuentra ubicada en las coordenadas 37°56′9″N 85°59′31″O / 37.93583, -85.99194. Según la Oficina del Censo de los Estados Unidos, Muldraugh tiene una superficie total de 1.44 km², de la cual 1.44 km² corresponden a tierra firme y (0.18%) 0 km² es agua.

## Demografía
Según el censo de 2010, había 947 personas residiendo en Muldraugh. La densidad de población era de 656,44 hab./km². De los 947 habitantes, Muldraugh estaba compuesto por el 85.53% blancos, el 6.97% eran afroamericanos, el 0.53% eran amerindios, el 0.53% eran asiáticos, el 0.32% eran isleños del Pacífico, el 1.27% eran de otras razas y el 4.86% pertenecían a dos o más razas. Del total de la población el 2.85% eran hispanos o latinos.